# Artemizja (obraz Rembrandta)
Artemizja lub Sofonisba przyjmuje naczynie z trucizną lub Judit en el banquete de Holofernes – obraz Rembrandta z 1634 znajdujący się w kolekcji Muzeum Prado w Madrycie. Należy do niewielkiej grupy dzieł Rembrandta namalowanych w latach 1633–1635, których tematem jest alegoria bohaterskich kobiet. Dokonano licznych zmian kompozycyjnych obrazu i późniejszych interwencji, co utrudnia identyfikację przedstawionej postaci, która może być Artemizją, Sofonisbą, Judytą lub rzadziej wskazywaną Esterą.

## Atrybucja
W przeszłości różni autorzy podawali w wątpliwość autorstwo Rembrandta. Jednak atrybucję potwierdzają prace projektu badawczego Rembrandt Research Project z 1986 i badania techniczne przeprowadzone w Muzeum Prado w tym samym roku. Złożony na poręczy fotela podpis Rembrant f. 1634 jest wątpliwy, ze względu na brak zdecydowania w pociągnięciach pędzlem i żółty kolor. Pisownia Rembrant pojawia się na różnych obrazach datowanych na 1633, niektórych rycinach z lat 1632–1633 i najwcześniejszych dokumentach podpisanych przez malarza. Styl obrazu odpowiada innym z okresu około 1634.

## Okoliczności powstania
Obraz powstał w 1634, dwa lata po przeprowadzce malarza z rodzinnej Lejdy do Amsterdamu. Do wyjazdu zachęcił go marszand Gerrit van Uylenburgh, który widział w stolicy większe możliwości dla młodego artysty. Rembrandt był znany głównie z obrazów o tematyce religijnej i mitologicznej, ale po przyjeździe do Amsterdamu skupił się na wielkoformatowych dziełach o tematyce historycznej. Nie wiadomo, czy były to dzieła wykonane na konkretne zlecenie, czy do zaprezentowania stołecznej klienteli. Obrazy te stylem nawiązują do Caravaggia, a strategia mogła być inspirowana działającą w Antwerpii pracownią Rubensa, produkującą obrazy historyczne dużego formatu. Powstały wtedy: Uczta Baltazara, Oślepienie Samsona, Samson zadający zagadki swym gościom weselnym i Porwanie Ganimedesa. Zainteresowanie tego typu scenami było małe, dlatego Rembrandt zmienił tematykę na mniej dramatyczne sceny biblijne. Obraz z Prado należy do niewielkiej grupy dzieł namalowanych w latach 1633–1635, których tematem jest alegoria heroicznych kobiet, bogiń lub bohaterek starożytności i Starego Testamentu. Do wszystkich pozowała ta sama modelka, tradycyjnie uważana za Saskię van Uylenburgh, żonę Rembrandta. Jednak po analizie Rembrandt Research Project różni autorzy zgadzają się co do tego, że oparte na wyraźnych kontrastach światła i cienia modelowanie twarzy, bez dbałości o szczegóły, wskazuje, że nie jest to autentyczny portret, ale kobiecy prototyp.

## Opis obrazu
Na ciemnym tle widoczna jest postać damy ubranej w bogatą suknię z długimi, bufiastymi rękawami, haftowaną we wzór w jasnoniebieskim i żółtym kolorze. Na suknię jest nałożony biały kaftanik z grubego materiału, ozdobiony złotymi lamówkami i zapięciami. Na szyi kobieta ma szeroki gronostajowy kołnierz, ozdobiony złotym łańcuchem wysadzanym rubinami i szafirami; ponadto nosi także bransolety, dwuwiciowy naszyjnik i kolczyki z pereł. Długie, jasne włosy, ozdobione sznurem pereł i złotym łańcuchem, opadają luźno na ramiona. Dama siedzi w fotelu obitym fioletowoniebieskim aksamitem, na którego oparciu widoczny jest podpis malarza. Jedną rękę opiera na piersi, a drugą na stole przykrytym czerwonawo-żółtym adamaszkowym obrusem, na którym leży otwarta księga z pismem. Jej korpus jest lekko obrócony w lewo, a głowa w prawo. Klęczy przed nią młoda służąca w ciemnopurpurowej sukni, odwrócona plecami do widza. Podaje damie kosztowny puchar nautilus o złotym trzonie, w którym jest wino. Obie kobiety są przedstawione w trzech czwartych postaci i naturalnej wielkości. Na drugim planie jest ledwie widoczna postać starszej służącej w białym turbanie i z tkaniną w rękach. Na fotografii obrazu z końca XIX w. widać, że tkanina to półotwarty worek ze sznurem zakończonym ozdobnym pękiem frędzli. Po prawej stronie są słabo widoczne fałdy ciemnoczerwonej zasłony.
Kompozycja jest piramidalna, jej szczyt tworzy usadowiona w fotelu dama, a u podstawy znajdują się klęcząca służąca i stół. Majestatyczność damy jest podkreślona przez wysoką perspektywę w stosunku do służącej i widza oraz użycie światłocienia dla uzyskania dramatycznego efektu. Światło z lewej strony pada bezpośrednio na siedzącą damę, której strój jaśnieje, oświetla profil służącej, kielich i księgę, podczas gdy pozostałe elementy pozostają w półmroku.
Stylistycznie obraz łączy formalną monumentalność, która jest cechą tradycji flamandzkiej, z charakterystycznym holenderskim upodobaniem do detali i wirtuozerią w oddawaniu różnych materiałów i faktur. Drobne pociągnięcia pędzlem używane do modelowania twarzy i dłoni postaci oraz kielicha kontrastują z szerokimi, zamaszystymi pociągnięciami zastosowanymi do pozostałych elementów.

### Zmiany kompozycyjne

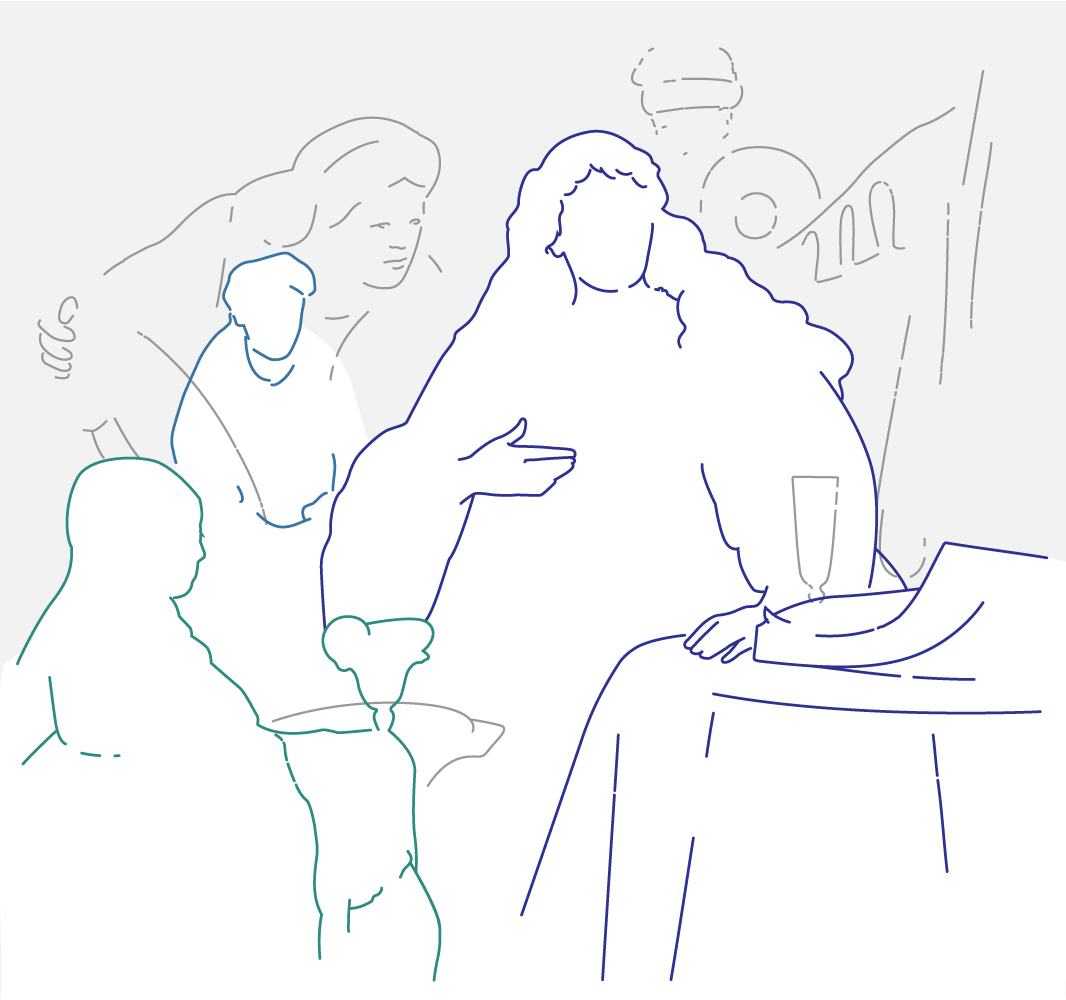
Szkic na podstawie radiografii obrazu, elementy zaznaczone szarym kolorem zostały zamalowane

Na obrazie dokonano licznych kompozycyjnych zmian, które wykazała radiografia oraz późniejszych interwencji, o których świadczy zachowana fotografia z końca XIX wieku.
Radiografia ujawniła, że w pierwotnej koncepcji Rembrandta na obrazie były dwie dodatkowe postaci. Między damą a klęczącą służącą znajdowała się kobieta w toczku na głowie, zwrócona ku bohaterce. Pokazywała jej duży, owalny przedmiot, być może lustro. Zewnętrzna krawędź tego przedmiotu jest przerwana przez głowę klęczącej służącej, co świadczy o tym, że była ona częścią oryginalnej kompozycji. Krawędź wewnętrzną również przerywa niewidoczny na obrazie prostokątny element (być może podłokietnik krzesła). Dama była prawdopodobnie zwrócona do tej postaci, a zatem ukazana w profilu. Nie miała na sobie gronostajowego kołnierza. Powyżej znajdowała się draperia zakrywająca część lewego górnego rogu płótna.
W prawym górnym kwadrancie znajduje się postać w czapce na głowie, która wydaje się trzymać okrągłą tarczę. Obok niej wyraźnie widoczna jest falująca linia, która może być zarysem baldachimu. Inne zmiany to: bransoleta na lewej ręce damy przesunięta w górę, przed księgą na stole stał kielich, który został usunięty, młoda służąca trzyma przedmiot bardziej przypominający tacę lub paterę, przykryty materiałem. Zmieniły się także kształt i położenie księgi oraz ułożenie opierającej się na niej ręki damy.
Malarz zdecydował się na zamalowanie dwóch postaci i innych elementów, przez co uwaga koncentruje się na bohaterce, która zyskuje na majestatyczności. Analiza pigmentu potwierdziła, że ta zmiana została wprowadzona w XVII wieku. Postać starej służącej została dodana już na zamalowanym tle. Farby użyte do zamalowania postaci z czasem uległy rozpadowi i stały się czarne, przez co postać starej służącej zdaje się wynurzać z ciemności.
Pierwotne tło zostało ponownie zamalowane pod koniec XIX wieku przy użyciu czarnej farby i zastąpione zasłonami po obu stronach kompozycji. Adamaszkowe zasłony z materiału podobnego do obrusu na stole są widoczne na fotografii obrazu (Léon & Lévy) z końca XIX wieku. Możliwe, że powodem tej zmiany była moda i chęć przybliżenia obrazu do stylu malarstwa hiszpańskiego. Nie wiadomo, kto i dlaczego dokonał tej zmiany, bezpośrednio związanej z ikonograficzną interpretacją sceny. Być może jest to efekt prac konserwatorskich, o których mowa na etykiecie przyklejonej z tyłu obrazu.

## Identyfikacja postaci
XVII-wieczne źródła opisują obraz jako „piękną Judytę”. Także w inwentarzu markiza Ensenady z 1754 dzieło jest opisane jako „Judyta w półpostaci”. Anton Raphael Mengs, który nabył obraz dla króla Karola III, w 1768 następująco opisuje dzieło: „szlachetna siedząca matrona, w bogatym stroju i klejnotach oraz służąca, która podaje jej kielich, całe postaci o naturalnej wielkości”. W inwentarzu pałacowym z 1772 po raz kolejny pojawia się wzmianka o „obrazie przedstawiającym Judytę, której służące podają kielich, a na okrągłym stole leży otwarta księga. Półpostaci, oryginał Rembrandta”. Dopiero w połowie XIX wieku różni autorzy opisują postać jako Artemizję lub Sofonisbę. Katalogi Prado od 1850 do 1920 rejestrują obraz jako „Artemizję”, późniejsze badania przynoszą wątpliwości co do identyfikacji. Najnowsze publikacje i monografie twórczości Rembrandta zbierają różne interpretacje oraz odpowiadające im argumenty, pozostawiając temat identyfikacji postaci otwarty.

### Artemizja

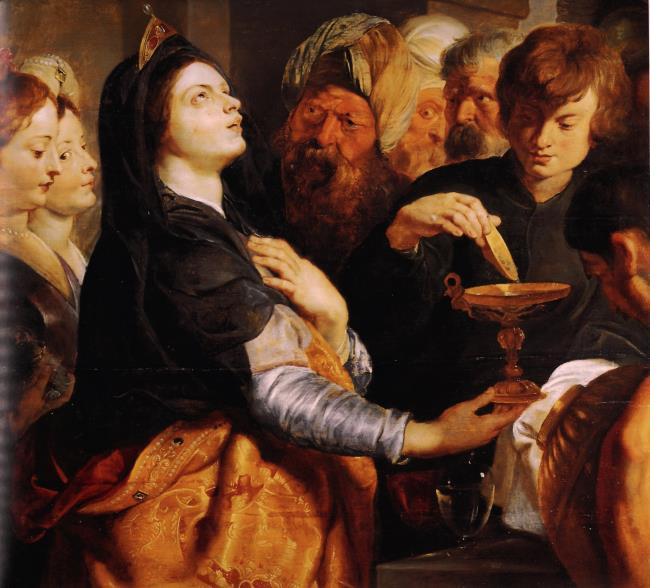
Artemizja, ok. 1615–1616, Peter Paul Rubens

Jedną z możliwych interpretacji jest przedstawienie królowej Artemizji, siostry i żony Mauzolosa, satrapy prowincji Karii położonej w Azji Mniejszej, pod zwierzchnictwem dawnej Persji. Po śmierci Mauzolosa w 353 p.n.e. Artemizja rządziła Karią, nie wychodząc ponownie za mąż, pogrążona w smutku i niepocieszona opłakiwała męża. Skremowała ciało Mauzolosa według greckiego obrządku, ponieważ oboje podziwiali grecką kulturę i starali się zaszczepić ją w Karii. Przez następne dwa lata, aż do własnej śmierci, codziennie piła prochy męża, zmieszane z wodą lub winem, aby stać się jego „żywym grobowcem”. W celu uwiecznienia pamięci o mężu, wystawiła mu uznawany za jeden z cudów świata grobowiec – Mauzoleum w Halikarnasie, w którym również sama spoczęła po śmierci. Historię Artemizji spopularyzował rzymski pisarz Waleriusz Maksymus, dla którego była wzorem oddanej żony. Również Cyceron podkreślał jej oddanie mężowi, gdyż trwała w swoim postanowieniu pomimo tego, że codziennie odnawiany smutek pochłaniał ją i spowodował, że sama zmarniała.
Według tej interpretacji służąca na obrazie podaje władczyni zdobiony kielich, w geście szacunku i oddania dla zmarłego władcy trzyma go, okrywając dłoń białym materiałem. Stara służąca w tle trzyma worek z prochami Mauzolosa, które mają być (lub już zostały) zmieszane z winem. Przedstawienie momentu przygotowania prochów do wypicia jest znane z rycin – np. na rycinie Georga Pencza z ok. 1539 kobieta wsypuje popioły do kielicha trzymanego przez królową Artemizję. Możliwe, że owalny przedmiot, który trzymała usunięta z kompozycji postać, to półmisek, z którego prochy Mauzolosa są zsypywane do kielicha. Z drugiej strony worek trzymany przez starą służącą nie wydaje się właściwym, wystarczająco godnym przedmiotem na prochy króla.
W tradycyjnej ikonografii Artemizja jest przedstawiana jako nieszczęśliwa wdowa opłakująca męża. Napój z prochami zmarłego jest przygotowywany lub podawany królowej do wypicia. Dama z obrazu Rembrandta nie jest smutna ani w żałobie, nie nosi wdowiego welonu. Do tej ikonografii nie pasuje także stara służąca, w przeciwieństwie do młodej i elegancko ubranej dziewczyny z kielichem, postać w tle nie przynależy do pałacowej czy królewskiej świty. Artemizja była królową, wprawdzie przedstawiona postać nosi gronostajowy kołnierz (symbol władzy), ale nie ma korony. Jednak Juan María Cruz Yábar uważa, że łańcuch we włosach damy to diadem.
Możliwe, że Rembrandt inspirował się Artemizją Rubensa, malarza, którego status i osiągnięcia stawiał sobie za wzór. Nie zapożyczył kompozycji, lecz monumentalny charakter postaci oraz płynne pociągnięcia pędzlem zastosowane w oczach i błyszczących detalach. Możliwe, że jest to „odpowiedź” Rembrandta na obraz Rubensa, która nosi znamiona zawodowej rywalizacji. Według Amy Golahny malarz nie przedstawia Artemizji jako wdowy, w typowej ikonografii z XVI i XVII wieku (oraz w interpretacji Rembrandta), ale w nowatorski sposób jako patronkę sztuki. Ta interpretacja opiera się na klasycznych tekstach, w których Artemizja oprócz picia prochów męża i zbudowania mauzoleum zorganizowała także zawody mów pochwalnych ku jego czci. Nawiązuje do nich foliał na stole, zawierający poezje upamiętniające Mauzolosa. Gest prawej ręki na piersi nawiązuje do stania się „żywym grobowcem” męża. Możliwe, że obraz powstał na zamówienie osoby, dla której istotne były wartości uosabiane przez Artemizję – np. wdowy, która chciała pokazać swoje oddanie zmarłemu mężowi.

### Sofonisba

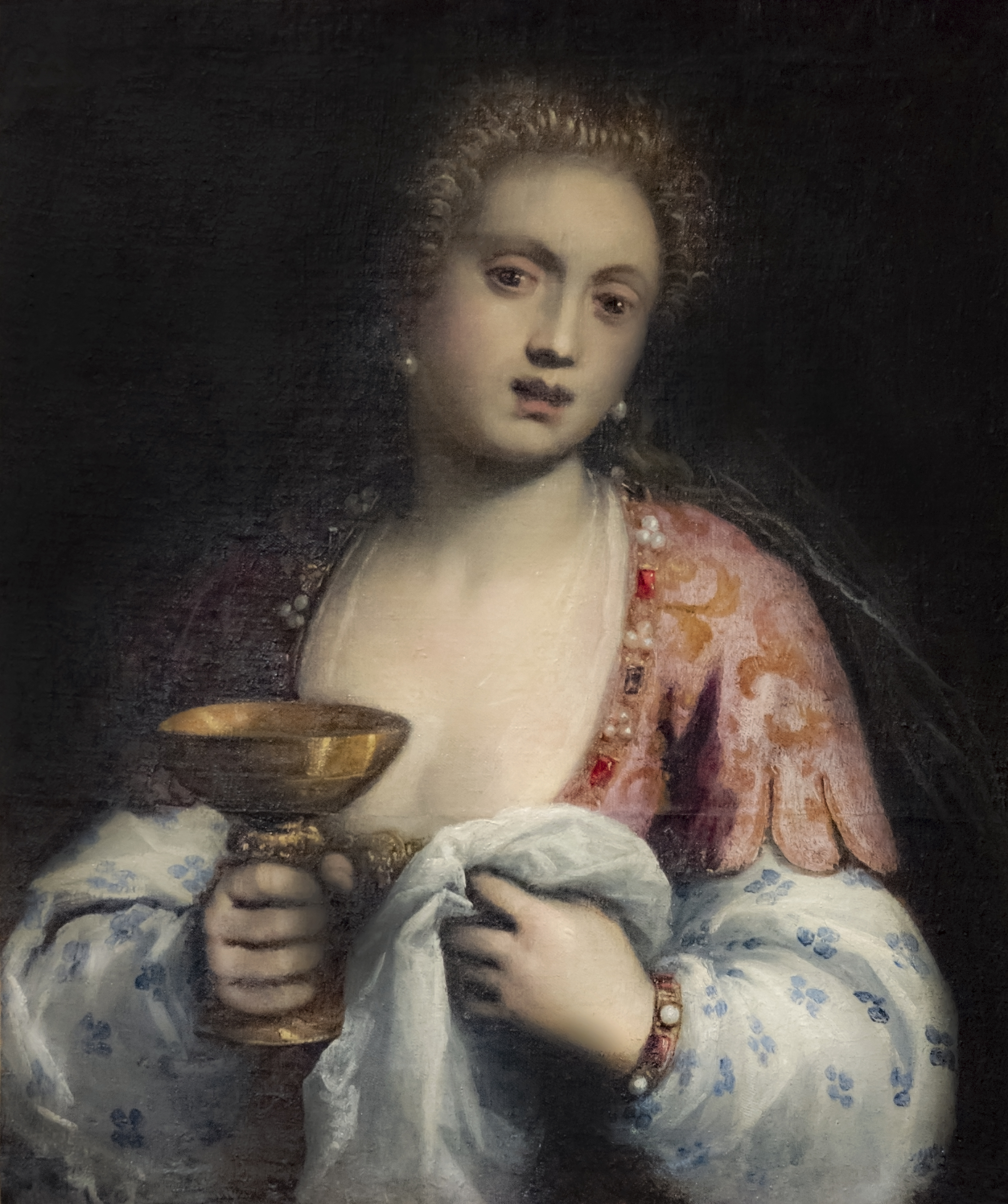
Sofonisba, ok. 1555–1564, Tintoretto

Według innej interpretacji postacią z obrazu jest Sofonisba, królowa Numidii, córka wodza kartagińskiego Hazdrubala. Historia Sofonisby rozgrywa się w czasie wojen toczonych przez Rzymian z Numidami i została opisana przez Liwiusza. Mąż Sofonisby – król Numidii Syfaks został wzięty do niewoli. Sofonisba opuściła go, aby zdobyć względy Masynissy, innego północnoafrykańskiego króla, sprzymierzonego z Rzymianami. Błagała go, aby ją poślubił i w ten sposób ochronił przed Rzymianami, którzy nie ufali jej i uważali ją za zdrajczynię własnego ludu. Masynissa zgodził się z nią ożenić, ale gdyby nie mógł dłużej jej chronić, miał wysłać jej truciznę do wypicia i w ten sposób oszczędzić jej egzekucji z rąk Rzymian. Za swoją decyzję Masynissa został upomniany przez Scypiona. Rozdarty między obowiązkiem wobec nowej żony i zdaniem Scypiona postanowił wysłać jej przez wiernego sługę puchar z winem i trucizną, pozostawiając jej decyzję o jej wypiciu, ponieważ nie był w stanie dotrzymać słowa danego w momencie zawarcia małżeństwa. Według Liwiusza Sofonisba przyjęła kielich i spokojnie wypiła truciznę. W konsekwencji tych wydarzeń Syfaks został usunięty z tronu przez Rzymian, a nagrodzony przez Scypiona Masynissa zajął jego miejsce jako król Numidii.
W większości przedstawień Sofonisba znajduje się sama w pomieszczeniu. Posłaniec przynosi jej puchar z trucizną, a czasem także pożegnalny list z poleceniem od męża. Towarzyszą jej zaniepokojone służące, pojawiają się także żołnierze. Ci ostatni są elementem ikonografii potwierdzającym niewolę lub trwającą wojnę. Na obrazie Rembrandta brak typowych elementów ikonograficznych. Ponadto puchar dostarczany Sofonisbie jest zwykle przykryty (Pieter Lastman, Gerbrand van den Eeckhout), ponieważ został wysłany z daleka. Puchar typu nautilus wykonany z muszli był używany do wykrywania trucizny, ponieważ naturalny materiał reagował na substancje kwasowe. W przypadku Sofonisby użycie takiego kielicha jest niepotrzebne, gdyż jest świadoma jego zawartości.
Rekcja Sofonisby często zdradza niepokój, zaskoczenie lub przerażenie. Sofonisba Rembrandta jest spokojna i pogodzona z losem, posłuszna mężowi, który nie narzuca jej własnej woli, lecz pozostawia wybór, co świadczy o szacunku dla żony i dla jej własnych decyzji. Jej decyzja jest wyrażona na obrazie za pomocą mimiki i tradycyjnego ułożenia dłoni oznaczającego zgodę na daną propozycję (łac. conscienter affirmo). Zarówno Artemizja, jak i Sofonisba uosabiają miłość i oddanie w małżeństwie; temat bliski Rembrandtowi, podjęty w roku jego ślubu.

### Judyta

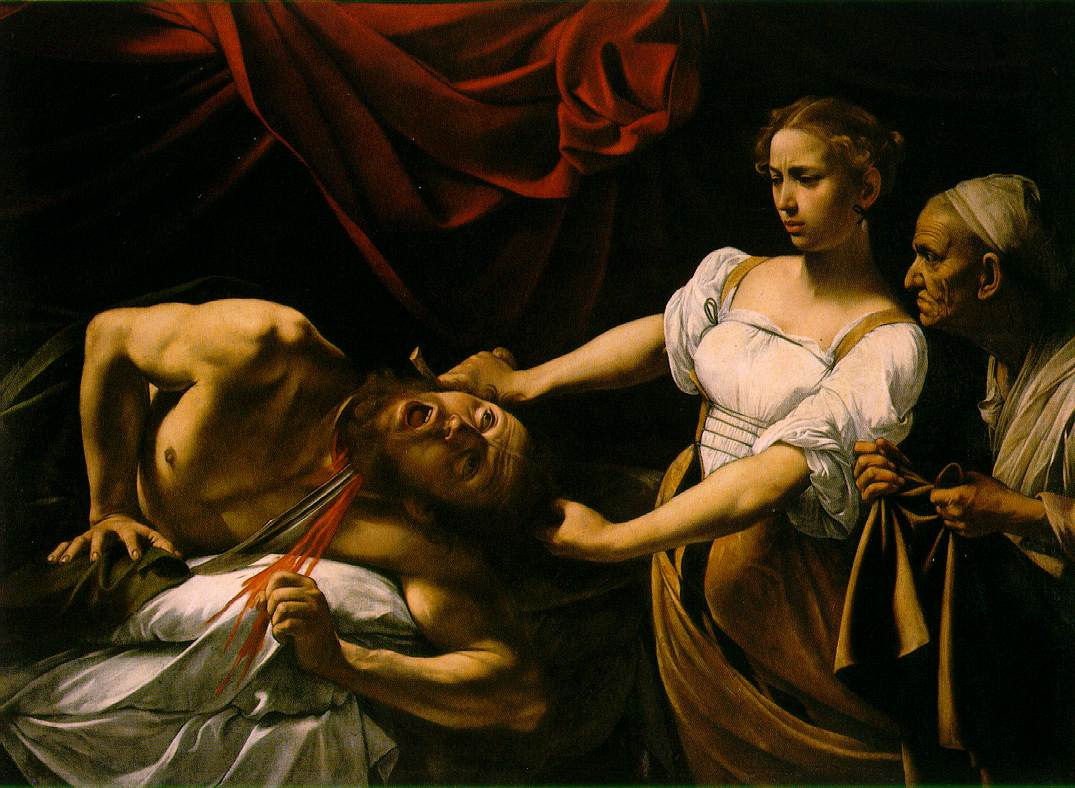
Judyta odcinająca głowę Holofernesowi, ok. 1598–1599, Caravaggio

Motyw pochodzący z Księgi Judyty dotyczy wydarzeń za panowania króla Nabuchodonozora. Jego wojska pod dowództwem Holofernesa oblegały miasto Betulia w Galilei. Judyta była piękną i zamożną wdową, która dowiedziawszy się, że wodzowie Betulii zamierzają poddać miasto, zganiła ich za brak wiary w Boga i obiecała, że uratuje Izrael od Holofernesa. Odmówiła modlitwę, prosząc Boga, aby chronił ją w trudnej misji. Następnie ubrała się w swoje najdroższe szaty i klejnoty, podkreślające jej urodę. Opuściła miasto razem z niewolnicą, która niosła worek z koszernym jedzeniem, aby nie musiały spożywać nieczystego pokarmu w obozie asyryjskim. Udała się do obozu wrogiego wodza, udając zdrajczynię swojego ludu. Przez trzy dni przebywała w namiocie w obozie asyryjskim, z którego wychodziła tylko w nocy, aby się modlić. Holofernes uwierzył w jej zdradę i wydał na jej cześć ucztę, na której Judyta rozkochała go w sobie. Kiedy stracił przytomność upojony winem, odcięła mu głowę jego mieczem. Służąca schowała głowę do worka i razem opuściły obóz. Śmierć wodza spowodowała odwrót wojsk asyryjskich.
Liczne elementy typologiczne obrazu takie jak: stara służąca i wór, służąca z kosztownym kielichem, bogate stroje bohaterki, zasłony w tle i otwarta księga na stole sugerują interpretację tej postaci jako Judyty. Zasłony po obu stronach kompozycji i fragment baldachimu sugerują, że postać znajduje się w namiocie – w obozie Holofernesa. Za starą służącą widoczne jest niebo, co oznacza, że stoi na zewnątrz. Księga, typowo dla XVII-wiecznego holenderskiego malarstwa historycznego, jest aluzją do Biblii i boskiego planu. Z historycznego punktu widzenia ta identyfikacja byłaby uzasadniona u holenderskiego malarza – bohaterka walki o wolność narodu hebrajskiego jest odniesieniem do wojny o niepodległość Niderlandów. Juan María Cruz Yábar wskazuje jednak, że Judyta nie była królową, pochodziła z ludu, dlatego nie pasuje do tej postaci gronostajowy kołnierz.
Przedstawiona scena z historii Judyty różni się od tradycyjnej włoskiej i katolickiej ikonografii, gdzie Judyta jest ukazywana z głową Holofernesa. Rembrandt przedstawia Judytę po przybyciu do obozu Holofernesa, przyjmowaną przez jego służbę. W związku z tym sarkastyczne spojrzenie i gest Judyty odzwierciedlają jej odpowiedź, gdy przyjmuje napój, który oferuje jej Holofernes: I odezwał się do niej Holofernes: «Pij teraz i wesel się razem z nami!» A Judyta odpowiedziała mu: «Piję więc, panie, albowiem nigdy od dnia mego urodzenia życie moje nie osiągnęło takiego szczytu jak dziś». (Jdt 12:17-18). Możliwe, że malarz chciał pokazać nie tylko swój kunszt w technice malarskiej, ale także zdolność przedstawienia historii w nowy sposób, inwencję cenioną w malarstwie w XVII wieku. Jednak brak tradycyjnych elementów ikonograficznych mógł utrudniać zrozumienie sceny. Możliwe, że z tego powodu pierwotne tło zostało zastąpione kotarą, za którą czeka służąca z workiem, co uczyniłoby scenę czytelniejszą dla widza. Obecny stan zachowania obrazu nie pozwala stwierdzić, czy ta zamiana była dziełem malarza, jego warsztatu, czy pochodzi z późniejszego okresu.
Radiografia innego obrazu z tej samej grupy pt. Saskia jako Flora (wersja z National Gallery w Londynie) wykazała, że kompozycja pierwotnie przedstawiała Judytę trzymającą głowę Holofernesa.

### Estera

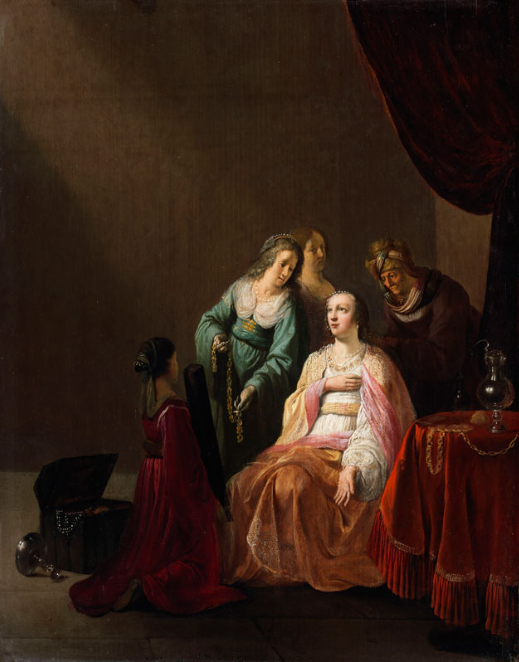
Estera przygotowująca się na spotkanie z Aswerusem, Willem de Poorter

Niektórzy autorzy wskazują także na możliwość, że przedstawioną postacią jest inna bohaterka narodu hebrajskiego – Estera. Jej historia opisana jest w Księdze Estery i w Dawnych dziejach Izraela Józefa Flawiusza. Estera wstąpiła do haremu króla Persji Aswerusa, nie ujawniając swojego żydowskiego pochodzenia. Dzięki urodzie została przez niego wybrana na żonę. Jej wuj i były opiekun, Mardocheusz, nie chciał kłaniać się wezyrowi Hamanowi. Obrażony Haman poprosił króla o upoważnienie go do wydania dekretu zezwalającego na zabicie wszystkich Żydów w królestwie. Sporządzono kopie dekretu do rozprowadzenia w całym królestwie. Gdy Mardocheusz się o tym dowiedział, rozdarł swoje szaty, okrył się workiem, posypał popiołem i usiadł przy bramie miasta. Służący Estery donieśli jej o tym, a ona wysłała eunucha, by zapytał Mardocheusza, co może dla niego zrobić. Mardocheusz przesłał jej kopię dekretu i poprosił, aby porozmawiała z królem w imieniu swego ludu. Estera kazała mu odpowiedzieć, że każdy, kto pojawiał się przed królem bez wezwania, był skazywany na śmierć, chyba że król dotknął ich swoim złotym berłem. Mardocheusz upomniał ją, aby myślała o bezpieczeństwie swojego ludu, a nie własnym. Estera zgodziła się i prosiła o wsparcie modlitwą. Przez trzy dni nosiła strój żałobny i pościła, po czym ubrała się jak przystało na królową i udała do Aswerusa. Przybyła w towarzystwie swoich pokojowych, opierając się lekko o jedną z nich, podczas gdy druga podążała za nią, unosząc tren jej długiej sukni. Król wbrew obawom przyjął ją z czułością i widząc, jak traci siły, dotknął berłem. Estera zaprosiła króla na bankiet, który przygotowywała dla niego i Hamana. Tam, gdy pili, zaprosiła go ponownie na następny dzień, a podczas posiłku odkryła plany Hamana przeciwko Żydom. Aswerus nakazał zabić wezyra i unieważnić dekret.
Juan María Cruz Yábar proponuje tytuł Estera przygotowuje się do realizacji planu ratowania swojego ludu. Estera na obrazie przygotowuje się do podjęcia ryzykownego działania, przykłada prawą rękę do piersi w geście akceptacji powierzonego jej zadania, lewą zaś kładzie obok dekretu o zagładzie, z którym ma się zmierzyć. Jest wystawnie ubrana, na głowie nosi diadem, który otrzymała w prezencie ślubnym. Stara służąca w tle z tkaniną w dłoniach to pokojowa, która przytrzymuje brzeg sukni Estery. Druga służąca, na której będzie się wspierała, podaje Esterze kielich wina, który ma jej dodać sił niezbędnych do przezwyciężenia strachu i słabości po trzech dniach postu. Jednocześnie przypomina o ucztach z winem, które królowa przygotowywała dla męża, i do których nawiązuje żydowskie święto Purim, upamiętniające zbawcze działanie Estery. Rembrandt dobrze znał tę uroczystość, ponieważ mieszkał w żydowskiej dzielnicy Amsterdamu.
Istnieje podobieństwo z innym obrazem Rembrandta Toaleta Estery. Na tym obrazie z 1633 starsza kobieta w turbanie układa włosy królowej, która siedzi przy stole, spoglądając w dal i opierając rękę na piersi takim samym gestem. Na obrazie widoczne są także kielich na tacy, otwarta książka oraz ciężka zasłona za postaciami. Źródła ikonograficzne z czasów Rembrandta to m.in. rycina Philipa Gallego będąca ilustracją do Starego Testamentu. Wystawnie ubrana Estera siedzi przed stołem nad otwartą księgą. Służące ostrzegają ją o zamiarach króla, a jedna z nich trzyma w rękach chustę. Do tej ikonografii sięgali różni autorzy, m.in. współczesny Rembrandtowi Willem de Poorter na obrazie Estera przygotowująca się na spotkanie z Aswerusem. Pojawiają się na nim klęcząca służąca oraz starsza służąca w turbanie, podobne do tych z obrazu Rembrandta. Zbliżony jest także gest królowej.
Heroizm Estery był tematem szczególnie cenionym przez kalwinistów i innych protestantów, dla których symbolizowała triumf ludu w obliczu podstępów możnych. W krajach katolickich historia Estery była mniej rozpowszechniona. Być może z tego powodu w Neapolu postać namalowana przez Rembrandta nie została rozpoznana jako Estera i zaczęto nazywać ją Judytą, która była znacznie popularniejsza w malarstwie włoskim i hiszpańskim.

## Proweniencja
Obraz należał do Jerónima de la Torre, zaufanego polityka króla Filipa IV, który w latach 30. XVII wieku pełnił funkcję sekretarza Mediolanu. Z dużym prawdopodobieństwem otrzymał obraz w darze od Gaspara Roomera i Jana van den Eynde, flamandzkich kolekcjonerów mieszkających w Neapolu. Był kolekcjonerem sztuki; w swoim testamencie z 20 listopada 1658 de la Torre wymienił dzieło jako „kolejny oryginalny obraz Judyty” nie wspominając autora. Po jego śmierci związany z rodziną malarz Francisco Pérez Sierra dokonał wyceny obrazów ze spadku. Obraz odziedziczył jego syn Jerónima de la Torre, Diego. W dokumentacji przekazania spadku obraz figuruje jako „piękna Judyta, wyceniona pod tytułem <<wenecka kobieta>>, oryginał”, co sugeruje, że Pérez Sierra nie rozpoznał w nim Judyty. Po śmierci Diega w 1674 obraz odziedziczył jego brat Andrés de la Torre. W sporządzonym wtedy inwentarzu dzieło figuruje jako „obraz Judyty Petera Paula Rubenesa”. Obraz dziedziczyli kolejno żona Andrésa, María Francisca, i jej siostra Jerónima, które zmarły bezpotomnie. Majątek, do którego krewni wnosili liczne roszczenia, pozostawał pod opieką patronów fundacji ustanowionej przez królewskiego sekretarza. W 1718 obrazy z kolekcji de la Torre wycenił Teodoro Ardemans i pierwszy raz Rembrandt został wymieniony jako autor „pięknej Judyty”. W tym samym roku ponownej wyceny dokonał Antonio Palomino, który również uznał obraz za Judytę Rembrandta.
Następnie obraz pojawia się w 1754 w kolekcji markiza Ensenady. Markiz popadł w niełaskę i król Karol III zarządził sporządzenie inwentarza jego majątku, który następnie został sprzedany. W 1768 Anton Raphael Mengs wybrał z kolekcji markiza 29 obrazów dla króla, w tym „Judytę w półpostaci”. Obraz należał do kolekcji królewskiej, obecnie znajduje się w kolekcji Muzeum Prado.